# 下田市
下田市（しもだし）は、伊豆半島南部に位置する静岡県の都市。明治以前は旧伊豆国賀茂郡。

## 概要
江戸時代には、江戸 - 大坂間、あるいは東・西廻海運の風待ち湊として栄え、「伊豆の下田に長居はおよし、縞の財布が空になる」（下田ぶし1番）と唄われた。東海道の三島宿から伊豆半島中央部を南北に縦断する下田街道の終点。僧行基発見とされる蓮台寺温泉などがあり、総称して下田温泉と称している。
1854年（嘉永7年）、日米和親条約が締結されると、箱館（北海道函館市）とともに開港（下田は即時開港）。吉田松陰の米渡航失敗、ロシア使節エフィム・プチャーチン提督乗船のディアナ号遭難、米国領事タウンゼント・ハリスと唐人お吉、商業写真の祖下岡蓮杖など、数々のエピソードを生んだ。
1928年、十一谷義三郎『唐人お吉』や川端康成『伊豆の踊子』の小説発表などが下田観光の火付け役となり、1933年の東京湾汽船（現・東海汽船）の客船就航、伊豆循環道路東海岸線伊東 - 下田線の完成により、観光客が多数訪れるようになった。さらに、1961年12月の伊豆急行線（伊東駅 - 伊豆急下田駅間）開業により、東京からの直通列車が設定され、観光客が急増した。観光業が産業の中心となり、1967年には、観光客が500万人を超えた。
その後も、地震や水害などの起きた時期を除いて、毎年、多くの観光客を迎え入れていたが、バブル経済崩壊後は減少に転じ、2004年度は、観光客が約332万人と低迷。また、下田船渠解散、企業の営業所・寮の統廃合や流通業の変化による消費の分散傾向が、下田を初めとする賀茂郡の中心であった市内経済に打撃を与え、海水浴やイベント中心型観光都市からの脱皮を模索している。
2011年、東日本大震災に伴う計画停電、鉄道の運休、観光自粛ムードにより、観光客が激減。ホテル、旅館、その他観光関連産業の事業所を中心として、従業員、パート・アルバイトの大量解雇が発生。ハローワーク下田は、空前の人数の求職者、雇用保険手続きの失業者であふれた。観光産業に過度に偏った下田市の弱点があらためて露呈した。

## 地勢

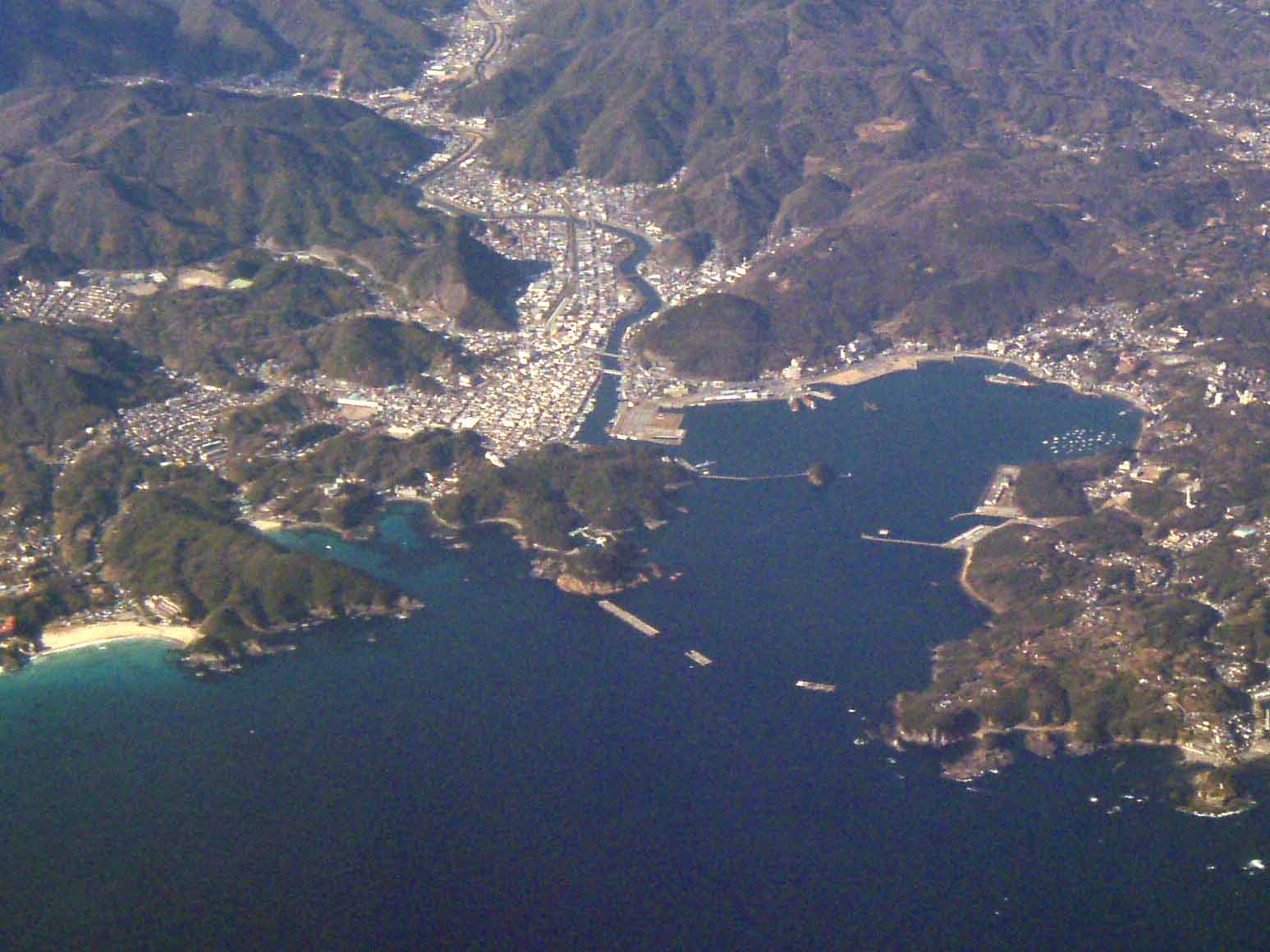
上空から見た下田市街地

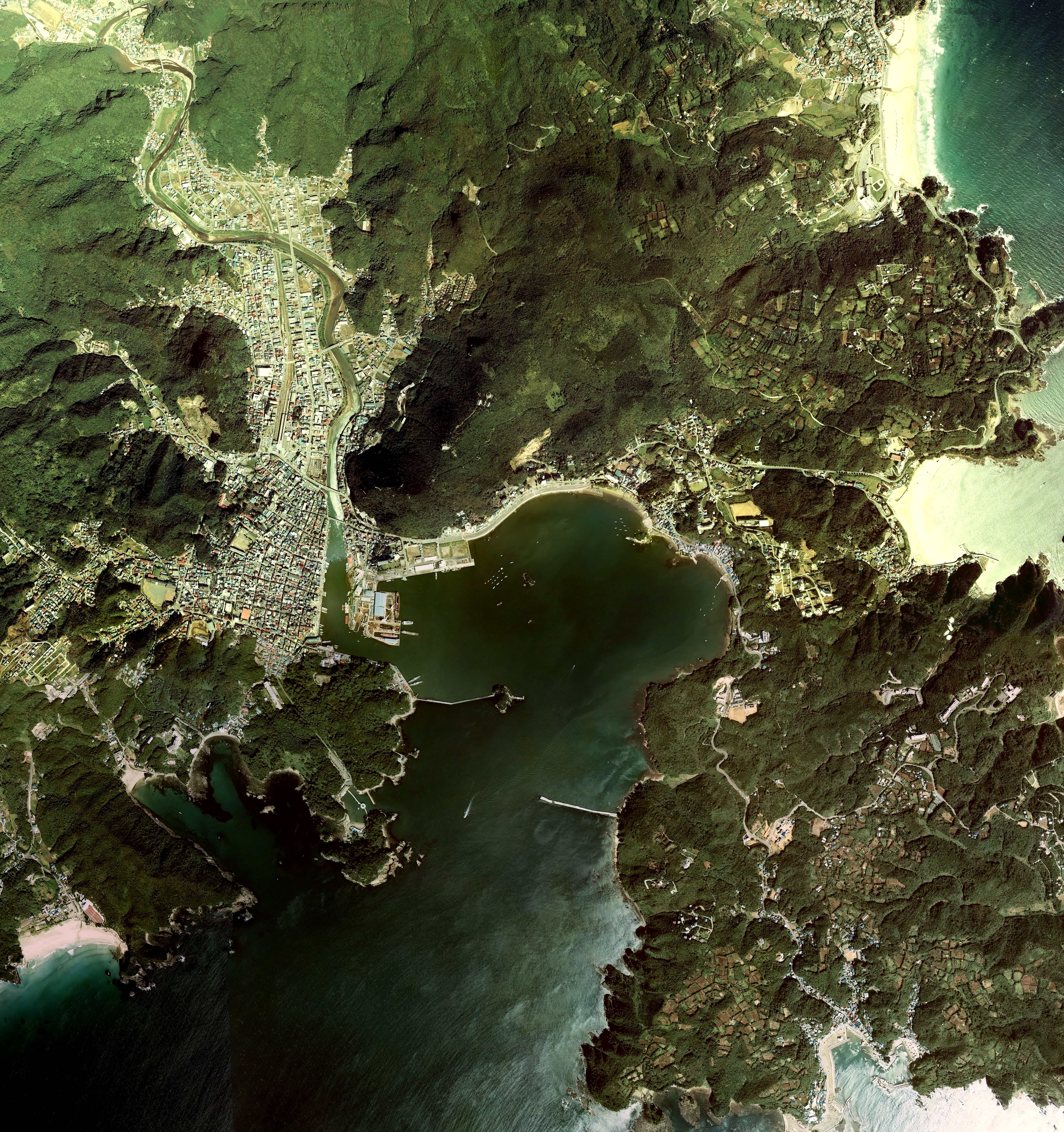
上記俯瞰写真範囲の垂直空中写真。
1976年撮影の6枚を合成作成。。

稲生沢川下流の沖積地に中心市街が広がる。市の面積の83%は山林・原野。天城山系から続く急峻な山々と多くの砂浜や入り江を含んだ約47kmに及ぶ海岸線は、美しい景観をみせる。
また、年平均気温は約17℃と温暖で、降水量も年間1900mm余りと多い。
このような気候と急峻な地形条件により、亜熱帯系から亜寒帯系までの幅広い植生を有している。
このため、四季を通して様々な草花や果実が生育し、黒潮の流れる太平洋が育む豊富な海産物とあわせて、魅力のひとつとなっている。下田港9km沖合いの神子元島は、静岡県最南端。
蓮台寺、河内、横川、北湯ヶ野などに古くから温泉がある。
- 山：下田富士（192m）、武山（200m）、高根山（343m）、婆娑羅山（608m）、松野山（445m）、相ノ山（252m）
- 河川：稲生沢川（全長20km）、大賀茂川（全長8km）

海域は大小の湾が入り組んでいる。
南海トラフ巨大地震が発生した際には、最大15mの津波が到達することが予想されている。これは静岡県下の市町村で最も高い値（南伊豆町と同値）である。

## 歴史

### 古代
- 縄文時代：多くの遺跡により、早い時期から人が住んでいたことが分かる。
  - 縄文時代早期：須崎爪木崎遺跡、田牛上の原遺跡など、海岸に隣接する海岸段丘上に存在することが多い。
  - 縄文時代中期：吉佐美田京山遺跡、柿崎上ノ山遺跡群、河内湯原遺跡、椎原宮の前遺跡など遺跡数が多く、また、大きな集落が営まれていたことが推定される。
- 古墳時代
  - 4世紀頃：吉佐美広畑遺跡。
  - 5世紀頃：祭祀遺跡 - 白浜三穂ヶ崎遺跡、須崎夷島遺跡、吉佐美洗田遺跡。

### 律令時代
- 680年：駿河国二郡が分離され、伊豆国が誕生する。
- 686年：大津皇子の謀反事件に連座した帳内礦杵道作が市内箕作に流されたといわれる。
- 701年：伊豆国に、田方、那賀、賀茂の3郡が置かれる。賀茂郡家が南伊豆町下賀茂辺に設置され、賀茂、築間、色日、稲梓、川津、三島などの郷があった。
- 735年：伊豆国賀茂郡稲梓郷稲梓里の占部石麻呂が調の麁堅魚を貢納する（平城京出土木簡）。
- 9世紀中頃：稲梓郷は大社郷に改称。
- 10世紀：色日郷は月間郷と合併。
- 10 - 11世紀：金山遺跡 - 砂鉄と木炭を原料にタタラで製鉄が行われた跡。

### 鎌倉時代から室町時代まで
- 1180年：源頼朝が、平家打倒のため、韮山で挙兵。
- 1334年：現在、河内の重福院にある宝篋印塔（静岡県指定文化財）が建立される。
- 1399年：「下田村若宮」と刻まれた鰐口が、下田八幡神社に奉納される。「下田」の地名が出てくる最初の例。
- 1498年：伊勢新九郎（北条早雲）、深根城に立て篭もる足利茶々丸、関戸吉信を滅ぼす。

### 戦国時代から江戸時代まで
- 1588年：後北条氏は下田城を築き、清水康英を城主とする。
- 1590年：豊臣秀吉の小田原攻めにより、下田城攻防戦。4月末に、落城。徳川家康麾下の戸田忠次が下田城主となる。
- 1601年：戸田忠次の子、戸田尊次、三河に移封。下田、天領となる。
- 1616年：今村彦兵衛正勝、初代下田奉行。須崎に遠見番所を置く。
- 1623年：遠見番所、大浦に移転。
- 1636年：遠見番所を改築して船改番所とし、上下の廻船を検問。入津廻船3千艘といわれ繁栄した。
- 1645年：2代目下田奉行、今村伝四郎正長、自俸を投じて武が浜に浪除堤を普請。
- 1664年：3代目下田奉行、石野八兵衛、大浦切通しを開削。
- 1668年：4代目下田奉行、今村伝三郎、町内の水道敷設。
- 1683年：6代目下田奉行、服部久右衛門、井戸水に切り替え、水道木管を辻の木戸とする。
- 1688年：日向佐土原藩の御手船「日向丸」、漂着。御用材投棄の責任を取り、乗組員16名が全員切腹。（大安寺に「薩摩十六烈士の墓」がある。）
- 1721年：御番所が浦賀に移転。下田奉行が廃止され、浦賀奉行所支配の浦方御用所が置かれる。
- 1727年：餓人2,151人を出し、1人宛荒麦3号60日分の夫食の救済を仰ぐ。
- 1755年：白浜村の三之助がルソンに漂流後、中国から長崎に送還。その後、同様に下田の清次郎等4名も帰国。
- 1793年：老中松平定信が海防検分のため、伊豆を巡見。
- 1815年：専修念仏行者徳本が、巡錫。稲田寺、海善寺で説教。
- 1815年：南京船「永茂」が漂着（翌年、長崎に出航）。
- 1836年：下田町にうちこわし騒動、25人逮捕。
- 1842年：下田奉行、再置。
- 1843年：幕府、洲佐里崎と狼煙崎に御台場を築く。沼津藩も三穂ヶ崎に御台場を築く。
- 1844年：幕府、洲佐里崎と狼煙崎の御台場廃止。下田奉行所廃止。

### 幕末

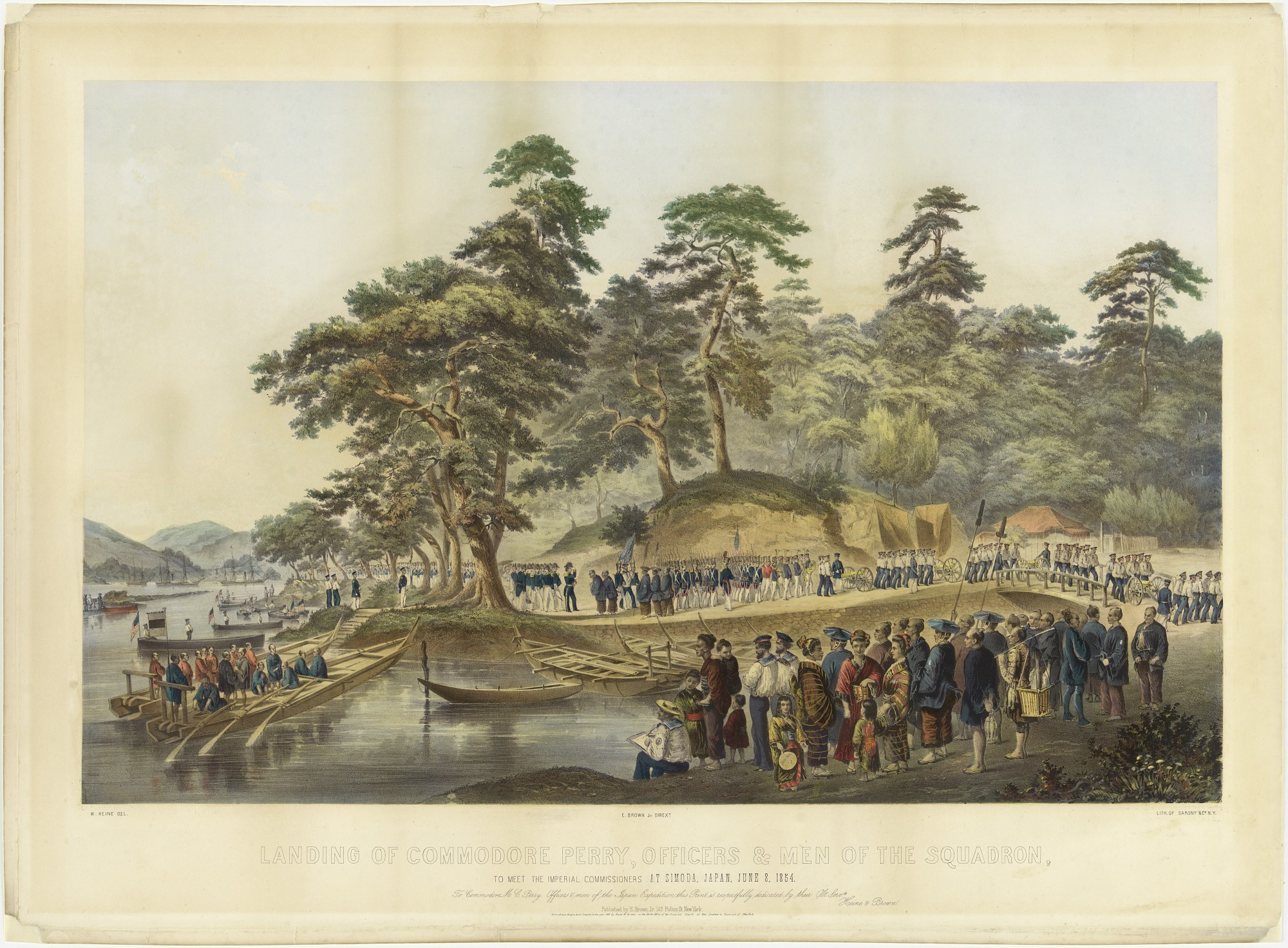
下田での上陸『ペリー提督・日本遠征記』

ペリー軍隊分列式の図・了仙寺『ペリー提督・日本遠征記』

ペリー来航記念碑

- 1849年：英艦マリーナ号入港、海辺一帯の測量強行。韮山代官江川英龍が兵40余人と大筒小銃を携えて到着し退去させる。
- 1853年：米使マシュー・ペリー浦賀に来航、開国を求める。高馬にて反射炉の築造に着手するが、泥酔した米兵が敷地内に侵入するできごとがあったため、高馬での築造を中止。翌年、韮山にて改めて築造する。
- 1854年3月：日米和親条約が神奈川で調印。下田が箱館とともに開港。米使ペリー提督艦隊が下田に入港。下田奉行設置。吉田松陰・金子重輔、米艦での密航を企てる。5月、下田条約が了仙寺で調印。10月、露使エフィム・プチャーチン、ディアナ号で下田に入港。11月、安政東海地震による大津波で、下田町は壊滅的な被害を受ける。ディアナ号大破。12月、日露和親条約、長楽寺で調印。
- 1855年：プチャーチン、戸田で建造したヘダ号で帰国。中村に、下田奉行所屋敷が建てられる。
- 1856年：タウンゼント・ハリス、日本最初の米国総領事として玉泉寺に着任。
- 1857年：斎藤きち、タウンゼント・ハリスに仕えるが3夜で解雇。タウンゼント・ハリス、陸路、江戸に向かい、通商条約締結の談判開始。
- 1858年：日米修好通商条約、神奈川小柴沖ポーハタン号上で調印（オランダ、ロシア、イギリス、フランスも続いて調印）。英国使節エルギン伯爵ジェイムズ・ブルース搭乗の英蒸気船艦隊下田入港。
- 1859年6月：横浜港開港。玉泉寺の領事館閉鎖。タウンゼント・ハリス公使となり、江戸善福寺に移る。12月、下田閉港。
- 1860年：下田奉行廃止。
- 1861年：ヘンリー・ヒュースケン、芝赤羽で攘夷派に襲われ死亡。
- 1862年4月：タウンゼント・ハリス帰国。
- 1863年：第14代将軍徳川家茂、海路で上洛途中、西風に阻まれ下田の海善寺に止宿。
- 1864年：御蔵島に座礁した米船「ヴァイキング号」乗組員や広東人乗員460人が下田に送られる。

### 明治期

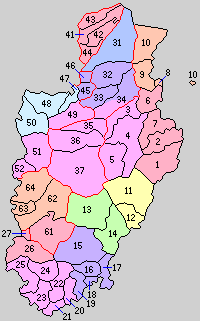
18が町村制施行時の下田町。(15.稲梓村 16.稲生沢村 17.浜崎村(のちに北部が白浜村として分離) 19.朝日村)

- 1868年（明治1年）：伊豆は韮山県と一部菊間藩などの支配となる。
- 1869年（明治2年）：稲生沢、下田、稲梓に打ちこわし事件が起こる。
- 1870年（明治3年）：神子元島灯台完成。※現存する日本最古の現役灯台（国の史跡に指定）。
- 1871年（明治4年）：韮山県廃止により伊豆は足柄県の管轄となる。
- 1872年（明治5年）：7月、下田郵便局設置される。
- 1873年（明治6年）：新民学校など、小学校が各地に創立される。
- 1874年（明治7年）：上大賀茂村と下大賀茂村が合併。大賀茂村となる。7月、下田警察署創置される。
- 1875年（明治8年）：岡方村、下田町に吸収合併。上大沢村と下大沢村合併、大沢村に。
- 1876年（明治9年）：足柄県廃止、伊豆国は静岡県に編入、静岡県第九大区とす。須郷深山入会地をめぐり、9か村の争論起こる。「馬場七騒動」（ - 1882年）。
- 1877年（明治10年）：茅原野村、北野沢村、本須郷村、新須郷村が合併、須原村となる。
- 1878年（明治11年）：賀茂郡所属の伊豆諸島は、東京府管轄となる。稲生沢橋（下田橋）が初めて架けられた。タウンゼント・ハリス、ニューヨークで死去。
- 1879年（明治12年）：大小区制廃止、郡制施行。賀茂那賀郡役所設置（宝福寺が仮庁舎）。私立豆陽学校創立（のちの静岡県立下田北高等学校、現在の静岡県立下田高等学校）。治安裁判所創置。
- 1883年（明治16年）：稲生沢川河口浚渫工事が始められた。
- 1884年（明治17年）：数村を合して戸長役場を置くこととなり、下田、柿崎、須崎、白浜の一町三村の役場を下田に置いた。下田沖に漂着したアメリカ船の船員により、「こっくりさん」が日本に伝えられたといわれる。
- 1888年（明治21年）4月：下田銀行設立。
- 1889年（明治22年）：市町村制施行、自治制が定められた（今までの戸長、人民惣代、什長等の制度を廃して町長、助役、収入役、書記を置いた）。下田町、稲梓村、稲生沢村、浜崎村、朝日村となる。
- 1890年（明治23年）：斎藤きち（唐人お吉）、稲生沢川門栗で溺死（享年50）。稲生沢橋を改造し、下田橋と称す。
- 1892年（明治25年）：新民学校を下田尋常高等小学校と改称。
- 1894年（明治27年）：下田消防組設置。
- 1895年（明治28年）：下田町役場新築。
- 1896年（明治29年）：浜崎村より白浜村分立。那賀・賀茂郡廃止。新賀茂郡は、城東村・宇久須村以南に郡域変更。
- 1897年（明治30年）6月：下田信用組合設立。
- 1898年（明治31年）:9月22日、下田船渠合資会社設立。
- 1899年（明治32年）:3月13日、下田倶楽部、下田町の青年有志により発会。郡立中学豆陽学校設置。
- 1901年（明治34年）:城山公園を開く。武ヶ浜に防風林として松を植栽。神子元島を下田町に払下げ。
- 1902年（明治35年）11月11日：下田船渠（株）設立。
- 1904年（明治37年）：下田伝染病舎竣工。
- 1905年（明治38年）：天城新道完成。東京湾汽船、豆州共同汽船会社を吸収し、伊豆から東京への航路を独占。5月、町立女子技芸学校設立。
- 1906年（明治39年）：下田橋改修。
- 1907年（明治40年）6月：岩崎吉太郎、南豆電氣（株）設立。
- 1908年（明治41年）：河津川水力電気（株）創立。10月21日、吉田松陰五十年祭、下田八幡神社で開催。11月1日、下田町役場主催の開港五十年祭（五十回忌大法会）、玉泉寺で開催。
- 1911年（明治44年）1月1日：河津川水力電気（株）開業。4月5日、賀茂郡役所新築。都新聞に「洋妾（らしゃめん）物語」（作者：信田葛葉）連載。※唐人お吉について最初の発表。
- 1912年（明治45年・大正元年）：6月17日、下田橋が洪水で流失。城山御料林が国からの払下げを受け下田町有林となった（同時に狼煙崎、赤根島、犬走島、みさご島の払下げを受ける）。足立鍬太郎、賀茂郡立豆陽学校長に着任。

### 大正期から第二次大戦終戦まで

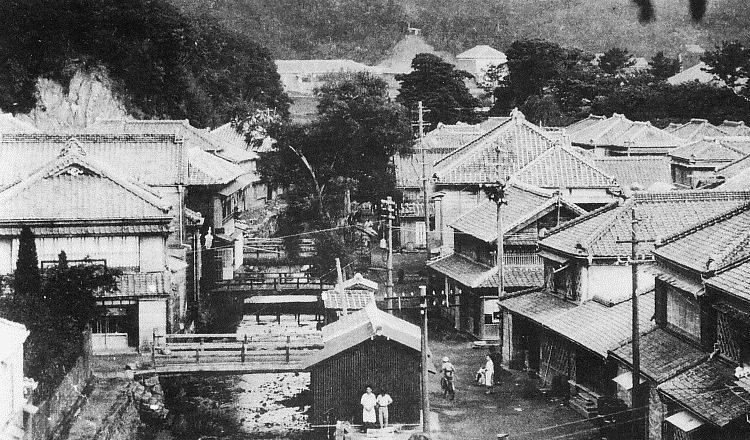
大正期の下田市街

- 1913年（大正2年）：下田橋を架設。信田葛葉「薔薇娘」刊行。※「洋妾物語」の単行本化。
- 1914年（大正3年）:3月3日、下岡蓮杖死去。6月19日、「伊豆鏡」刊。7月28日、「南豆風土誌」刊。
- 1915年（大正4年）:2月28日、下田自動車（株）、開業（静岡県史年表）。4月29日、下田町町會で下田町の紋章を決議。
- 1916年（大正5年）:2月20日下田自動車（株）設立。3月23日、下田 - 大仁間路線運行開始（静岡県史年表）。
- 1917年（大正6年）：蓮台寺に、久原鉱業（株）河津鉱業所を開設。12月、須崎町より出火し武ヶ浜類焼する。焼失家屋82。
- 1918年（大正7年）:9月18日、南豆馬車鉄道（株）設立（蓮台寺 - 武ヶ浜間）※静岡県史年表。下田町青年団創立。
- 1919年（大正8年）：東洋練乳設立（その後、森永乳業）。豆陽中学校、県へ移管。
- 1920年（大正9年）:3月1日、蓮台寺鉱山鉱夫スト。全国鉱夫同盟会蓮台寺支部発会。4月、郡立賀茂高等女学校開校（のちの静岡県立下田南高等学校、現在の静岡県立下田高等学校）。
- 1922年（大正11年）:5月27日、下田港、国指定港湾となる。11月、東京湾汽船、清水 - 下田間航路開設（静岡県史年表）。郡立賀茂高等女学校が県へ移管、県立下田高等女学校となる。
- 1923年（大正12年）：9月1日、関東大震災。激震15分後、津波3度あり浸水家屋300戸。
- 1924年（大正13年）:10月1日、雑誌「黒船」創刊。
- 1925年（大正14年）：開国70年。3月、下田神津島間無線電信局開局。4月16日、エドガー・バンクロフト駐日米大使がタウンゼント・ハリスゆかりの場所を訪ねるべく、下田を訪問。村松春水、雑誌「黒船」に唐人お吉について発表。下田幼稚園開園。
- 1926年（大正15年・昭和元年）:3月10日、「下田之友」創刊。9月、ポール・クローデル駐日仏大使来訪。
- 1927年（昭和2年）：9月、下田公園循環道路が和歌の浦まで完成。10月、玉泉寺にハリス記念碑建立、除幕式。下田町、武ヶ浜塵芥捨場に衛生上の問題が多く、芥焼場を敷根に設置。昭和金融恐慌。
- 1928年（昭和3年）：昭和自動車創業（のちの伊豆下田バス）。十一谷義三郎、「唐人お吉」発表。川端康成、「伊豆の踊子」出版。下岡蓮杖碑除幕。
- 1929年（昭和4年）：十一谷義三郎、「時の敗者唐人お吉」を東京朝日新聞に連載。5月、河津川水力電気（株）は東邦電力の傘下に入る。7月13日、田方・賀茂郡町村長会、河津川水力電気（株）電灯料値下げ第1回交渉を元賀茂郡役所で開始。8月、真山青果「唐人お吉」が歌舞伎座で市川松蔦のお吉で初演。循環道路第2期工事（赤根島まで）完成。10月、下田婦人会創立。10月2日、下田町役場新庁舎落成式。10月24日、世界恐慌始まる。11月3日、第1回町民体育大会開催。11月17日、東京航空輸送社、東京 - 下田間の定期航空路開設。
- 1930年（昭和5年）:5月21日、武山閣開設。11月、下田町で初めての水道給水開始（毎日数時間、共用栓27箇所）。11月26日、豆相大震災強震。
- 1931年（昭和6年）4月1日：東京航空輸送（株）、東京 - 下田 - 清水間の定期航空路開設。7月16日、東京湾汽船貨物船次郎丸、大工町河岸にて爆破。焼死者2名。
- 1932年（昭和7年）3月：下田銀行、伊豆銀行に吸収合併(その後、伊豆銀行も1943年（昭和18年）6月に静岡銀行に吸収合併)。9月11日、了仙寺境内に綿吉当主、元下田町長、鈴木吉兵衛の銅像建立。11月11日、下田自動車、東海自動車に吸収合併。
- 1933年（昭和8年）3月：森永練乳（株）下田工場設立。東京湾汽船「葵丸」、東京 - 大島 - 下田航路に就航。伊豆循環道路東海岸線伊東 - 下田間完成。4月21日、三井海洋生物学研究所落成。6月11日、鍋田海岸に、東京文理科大学（現筑波大学）附属下田臨海実験所開設。南豆馬車鉄道、旅客営業休止。
- 1934年（昭和9年）4月20日 - 5月3日：開港80周年記念、第1回「黒船祭」挙行。ジョセフ・グルー駐日米大使らを来賓に迎える。下田幼稚園、町に移管。
- 1935年（昭和10年）：東京湾汽船「橘丸」、東京 - 大島-下田航路に就航。下田温泉（株）、河内から下田に引湯。
- 1937年（昭和12年）:8月、豆陽中学校プール竣工。8月9日、県、満州農業移民対策協議会開催。下田港新岸壁完成。
- 1938年（昭和13年）9月18日：賀茂青年団員約40人、ヒトラーユーゲント派遣団一行と伊豆大島三原山頂で交歓会。
- 1939年（昭和14年）:4月、第6回黒船祭に米軍艦アストリア号乗組員80余名特別参加。7月12日、河津鉱山で朝鮮人労働者が争議。
- 1941年（昭和16年）：黒船祭中止。5月、河津川水力電気（株）は近隣の伊豆水力電気・伊東水力電気・狩野川水力電気と合併し、伊豆合同電気に改組。伊豆地方豪雨により、下田町浸水250戸、須崎鉱山浸水で閉鉱。
- 1942年（昭和17年）：伊豆合同電気、関東配電に統合（その後、関東配電は1951年（昭和26年）5月、電気事業再編成令により東京電力として発足）。賀茂教育会、柿崎に吉田松陰像建立（保田龍門作）。
- 1943年（昭和18年）：県下で米英思想撃滅運動。黒船やお吉にちなんだ絵葉書、掲示、歌集などの禁止。
- 1944年（昭和19年）：雑誌「黒船」廃刊。※黒船が敵性用語として紙の配給停止。
- 1945年（昭和20年）3月：海軍第16突撃隊（16嵐部隊）、陸軍潜水輸送隊が下田に配属。4月 下田町空襲、その後も数回。7月 第57震洋隊が和歌の浦配備。8月 第6海龍隊が下田配備。8月13日 陸軍潜水輸送隊8号艇が鍋田海岸において空襲により撃沈。

### 第二次大戦後から昭和末期まで
- 1946年（昭和21年）:8月、南豆馬車鉄道、貨物営業休止。
- 1947年（昭和22年）:7月、1941年（昭和16年）より中断されていた黒船祭が、通算第8回として復活。
- 1949年（昭和24年）：下田中学校開校。
- 1951年（昭和26年）：下田保育所開所。
- 1952年（昭和27年）：下田信用組合、信用金庫法により下田信用金庫として改組。
- 1954年（昭和29年）：縄地有料道路完成。
- 1955年（昭和30年）:3月15日、富士箱根国立公園に伊豆半島編入。3月31日、下田町、浜崎村、白浜村、稻梓村、稻生澤村及び朝日村の6か町村合併、改めて下田町が発足。
- 1957年（昭和32年）：新町役場完成（4月1日より業務開始）。東伊豆道路の下田区間開通。
- 1958年（昭和33年）：5月17日、第19回黒船祭における式典の席上で、下田市とペリーの出身地であるアメリカ・ロードアイランド州ニューポート市との姉妹都市提携成立を宣言。6月5日、新下田橋完成。8月13日、羽田発名古屋行き全日空ダグラス DC-3が下田沖に墜落（全日空下田沖墜落事故）。乗客30人、乗員3人全員死亡。10月1日、下田町国民健康保険実施。
- 1959年（昭和34年）:3月31日、日本鉱業（株）河津鉱業所が操業停止。
- 1960年（昭和35年）:4月、当時の鈴木貞雄町長ら一行がニューポート市を初訪問。この年は日米修好100周年の節目であった。
- 1961年（昭和36年）:10月20日、伊豆急行伊豆急行線の伊東 - 伊豆急下田間全線完工。12月10日、伊豆急行線営業開始。下田ロープウェイ開業。
- 1962年（昭和37年）:1月、伊豆下田農協設立。6月3日、北海道音更町の十勝川温泉と姉妹温泉の観光提携。8月24日、三宅島が大噴火。8月29日、三宅島の島民が東海汽船で下田町へ避難。
- 1964年（昭和39年）:柿崎武山地先の公有水面埋め立て（昭和40年1月14日竣工認可。現・外ヶ岡。）。
- 1966年（昭和41年）:5月7日、群馬県沼田市と姉妹都市提携。9月1日、下田テレビ協会（SHK）開局。12月16日、下田船渠（株）武ガ浜工場に1,000トン船台完成。
- 1967年（昭和42年）：下田町消防署庁舎落成。9月15日、第1回日米関係民間会議（下田会議）、反対派抗議。下田海中水族館開業。南豆衛生プラント落成。
- 1968年（昭和43年）：八百半デパート下田店開業。6月、じん芥処理場、現在地に移転。11月1日、第1次住居表示実施（一丁目、二丁目、三丁目の一部）。
- 1969年（昭和44年）:9月1日、第2次住居表示実施（三丁目の一部、五丁目、六丁目）。
- 1970年（昭和45年）:5月1日、第3次住居表示実施（柿崎、武ガ浜）。5月6日、落合浄水場竣工。下田町漁協設立。
- 1971年（昭和46年）:1月1日、市制施行で下田市発足、県下19番目の市。6月、下田公園にて第1回「あじさい祭」開催。11月5日、須崎御用邸完成。
- 1972年（昭和47年）:1月、下田船渠、大野造船、下田造船が合併。4月5日、武ガ浜 - 柿崎に渚ライン開通。10月、下田船渠（株）武ガ浜新工場完成（3,000トン船台。12月、4,300トン、昭和48年10月、5000トン、昭和49年10月、7,500トンに拡張）。11月15日、浜崎共同調理場完成。
- 1973年（昭和48年）：1月11日、下田市観光キャッチフレーズとして一般公募25,021点の中から「伊豆の太陽」が特選として採用される（佳作として、一席「海と遊ぼう 歴史と話そう」、二席「昔がある 今がある こころがある」、三席「黒船も最初に選んだ伊豆下田」、四席「日本の心をひらいた町」、五席「花と波とあなたと・・・」）。4月30日、本郷地区住居表示実施（東本郷1-2丁目、西本郷1-3丁目、敷根、高馬）。11月、市議会で「伊豆急ショッピングセンター建設に反対する請願」を採択。12月、市が下水道計画を発表。浄化センターは柿崎赤崎海面埋立を予定。地元柿崎地区が反対。
- 1974年（昭和49年）:1月4日、石油危機の影響により市役所に物資対策本部設置。3月30日、5月9日、伊豆半島沖地震。建物や商品などに大きな損害。市内被害額およそ20億円。
- 1975年（昭和50年）:第36回黒船祭に、当時のニューポート市長ハンフリー・J・ドネリー夫妻が参加。ニューポート市長の訪問はこれが初めて。10月8日、稲梓、稲生沢を中心に集中豪雨。死者4人、床上浸水600余戸の大被害。災害救助法発動。
- 1976年（昭和51年）:7月11日、集中豪雨。死者5人、床上浸水1,200戸。道路寸断、伊豆急不通となり、観光客6,000人余を船延べ21隻で下田港から伊東、熱海港へピストン輸送。10月9日、再び集中豪雨が発生。床上浸水10戸、床下浸水39戸[3]。
- 1977年（昭和52年）:4月20日、伊豆急下田駅前に、伊豆急ショッピングセンター「サンプラーザ」（現、東急ストア下田店）開店。初日、1万5千人の人出。
- 1978年（昭和53年）:1月14日、伊豆大島近海の地震。6月22日、集中豪雨により、南豆各地で浸水、土砂崩れ被害。
- 1979年（昭和54年）:6月27日、カーター米大統領が来下。下田中学校の体育館を会場にタウンミーティングを開催するとともに、市内中心部でパレードを行った。
- 1982年（昭和57年）:4月1日、 有料道路だった東伊豆道路がこの日より無料開放。現在の国道135号。4月、下田市議会臨時会において、当時の駐日米国大使マイケル・マンスフィールドに特別名誉市民の称号を贈ることを前提とした、名誉市民条例の一部改正案が成立。同時に本人にも贈呈について打診していたが、「本国国務省の『大使在任中は栄典の類を受けてはならない』との意向による」との理由で辞退の申し出があった。
- 1983年（昭和58年）:4月、富山県砺波市の提唱により発足した「フラワー都市交流連絡協議会」に、山形県長井市・鹿児島県和泊町とともに参加。
- 1984年（昭和59年）:3月17日、中島橋交差点から了仙寺前に至る下田マイマイ通り(市道平滑中島線)開通式。この年より、ニューポート市でも「黒船祭」と称して催事を開始。下田市からも友好使節団が派遣されている。
- 1985年（昭和60年）:3月23日、「下田ワイワイ」開催。町おこしの一環として市内の企業・経済団体・官公庁などが市民総参加の祭りを創出すべく実行委員会を発足させて実施。
- 1986年（昭和61年）:2月17日、県下田総合庁舎、新築落成。11月21日、伊豆大島三原山噴火、全島民避難。
- 1987年（昭和62年）:8月、浄化センター用地埋立工事着手、11月27日、下田船渠解散決議、138人の従業員全員解雇。11月30日、同労組が職場占拠。
- 1988年（昭和63年）:1月、下田船渠、労組が自主生産開始。9月16日、新下田ドック（株）設立。10月 営業開始。12月、マイケル・マンスフィールドが同月をもって駐日米国大使を離任するのに合わせ、下田市議会定例会にて特別名誉市民の称号を贈る決議を採択。翌年3月に駐日アメリカ大使館を通じて称号記と特別名誉市民章が贈られた。

### 平成以降
- 1989年（平成元年）:4月26日、下田市民文化会館開館。5月、第50回黒船祭開催、あわせて記念誌が発刊された。7月、浄化センター用地埋立工事完了。
- 1990年（平成2年）:10月1日、伊豆下田農協、伊豆東農協、南伊豆町農協、西伊豆農協の合併により、伊豆太陽農協設立。
- 1991年（平成3年）:9月10日、伊豆半島南部集中豪雨。
- 1992年（平成4年）:5月、浄化センター処理開始。須崎地区一部下水道供用開始。
- 1993年（平成5年）:8月31日、新下田ドック（株）、解散。12月、桧沢林道沿いの産業廃棄物処理施設からの公害被害が広がる。
- 1994年（平成6年）:ペリーロードが第7回静岡県都市景観賞で最優秀賞（静岡県知事賞）を受賞。
- 1995年（平成7年）:9月、石廊崎沖で不審な台湾船発見。中国人密航者57人逮捕。10月 桧沢林道沿いの産廃埋立処分場で火災（翌月にも隣接する事業者の処分場で火災）。
- 1996年（平成8年）:5月、桧沢の産廃施設で火災。7月 産廃公害反対の住民運動「自然破壊と廃棄物公害を防止する住民連合会」始まる。
- 1998年（平成10年）:8月、桧沢の産廃焼却場の上空に敷設の東京電力の送電線の断線により南伊豆町一帯で停電事故発生。9月、産廃埋立処分場の実質的経営者ら4人逮捕。無許可で産廃を埋め立てた疑い。10月2日 下田市議会、市民グループから2,842人の署名により直接請求された「下田市における『外ヶ岡交流拠点[4]』（リープロ施設）建設の是非を問う住民投票に関する条例の制定について」を反対多数で否決（賛成3、反対14）。
- 1999年（平成11年）:4月、桧沢の産廃焼却施設事業者の産廃収集運搬業・同処分業、特管産廃収集運搬業・同処分業の各許可取消。9月 下田港沖防波堤建設に伴い、特殊潜航艇海龍 が海中で発見される。
- 2000年（平成12年）:7月、三宅島噴火。9月 三宅島漁業関係者が下田市に避難。11月15日、ベイ・ステージ下田開館。「伊豆新世紀創造祭」が「チェンジ伊豆2000」を標語として開催。
- 2002年（平成14年）:5月、前年に死去した下田市特別名誉市民で元駐日米国大使のマイケル・マンスフィールドの顕彰碑が下田公園内に建立。10月、下田信用金庫は伊豆信用金庫と合併[5]（その後、伊豆信用金庫も2006年（平成18年）年10月16日に三島信用金庫と合併[6]）。
- 2003年（平成15年）:8月8日、ベイ・ステージ下田が道の駅に登録、「道の駅開国下田みなと」となる。10月、下田市・河津町・南伊豆町の法定合併協議会を設置するも、12月に河津町が離脱を表明、翌年1月に合併協議会を解散。
- 2004年（平成16年）:6月、南伊豆町議会、下田市・南伊豆町合併協議会の設置議案を否決。
- 2005年（平成17年）:4月16日、政府主催の日露修好150周年記念式典及び記念講演会開催。
- 2006年（平成18年）:10月、伊豆下田バス営業廃止。南伊豆東海バス・新東海バスに事業譲渡。
- 2007年（平成19年）:7月1日、家庭ごみ収集の有料化開始（市指定ごみ袋にごみ収集手数料を設定）。
- 2008年（平成20年）:3月末、県立下田北高校と県立下田南高校が閉校。4月1日、両校を統合し、新たに県立下田高校が開校。
- 2009年（平成21年）:かねてより検討されてきた下田市・河津町・南伊豆町・松崎町による合併に関し、6月に南伊豆・松崎の両町議会において合併関連議案が否決されたことにより、賀茂地区の合併は事実上破綻。
- 2011年（平成23年）:黒船祭、東日本大震災の影響などにより中止。代わりに市民有志により5月21日・22日にチャリティーイベントが開催された。
- 2012年（平成24年）:5月1日、旧・県立下田南高校跡地に下田メディカルセンター開院（南伊豆町にあった共立湊病院が下田市に新築移転）。
- 2014年（平成26年）:4月、市立下田認定こども園開園。9月30日、SHK、小林テレビなど市内をサービスエリアとするCATV事業者が在京キー局のうち4局（日本テレビ・テレビ朝日・TBSテレビ・フジテレビ）の区域外再送信を終了（なお、静岡県内に系列局のないテレビ東京は引き続き視聴可能）。11月18日、神新汽船の「あぜりあ丸」、半世紀にわたる運航を終えて引退。12月19日、前述の「あぜりあ丸」の後継船「フェリーあぜりあ」就航。
- 2015年（平成27年）:5月、第76回黒船祭において下田市PRマスコットキャラクター「ぺるりん」お披露目。12月11日、市議会、市庁舎の敷根民有地移転の条例改正案を否決。議員定数13人中賛成7人・反対6人で、可決に必要な出席議員の3分の2以上の賛成を得られなかった。
- 2016年（平成28年）:同年7月より市長に就任した福井祐輔が、下田市PRマスコットキャラクター「ぺるりん」について嫌悪感を露わに存在を否定する発言を行い、物議を醸す。9月、市内須崎に完成の新・学校給食センター、同年度2学期の開始に合わせ本格稼働。
- 2017年（平成29年）:4月1日、同日付で施行の過疎地域自立促進特別措置法の一部を改正する法律に基づき、下田市の全域が過疎地域の要件に該当する地域として指定される。7月21日、THE ROYAL EXPRESS（ザ ロイヤル エクスプレス）の運行開始。10月2日、市議会9月定例会において、市庁舎を河内の稲生沢中学校近傍へ移転する旨の条例改正案を否決。議論の中で「市民への説明不足」との指摘があったことからその後2か月あまりをかけて市民向けの説明会等を実施のうえ、12月7日の市議会12月定例会において再び議題にかけ、採決の結果、議員定数13人中賛成11人・反対2人で、賛成が出席議員の3分の2を超え可決。
- 2019年（平成31年）:3月15日、県より告示の稲生沢川洪水浸水想定区域図にて、新市庁舎建設予定地は2.2メートルの浸水地域に含まれていることが判明。
- 2019年（令和元年）：5月、第80回黒船祭開催。平成元年に発刊された第50回記念誌を継承し、さらに第50回以降の開催内容を加筆した、第80回記念誌が発刊された。
- 2020年（令和2年）:1月、新市庁舎建設工事の入札が不調に終わる。3月13日、特急スーパービュー踊り子の運行終了。翌3月14日、特急サフィール踊り子の運行開始。3月16日、黒船祭について新型コロナウイルス感染拡大のため中止を決定した。7月16日、下田市独自の新型コロナウイルス対策「下田モデル」を提唱するとともに、これに基づく具体的行動として「下田ルール」を実施した。「下田モデル」は翌2021年7月に改訂し「新・下田モデル」として運用中。11月、市役所移転事業の延期を表明。新型コロナウイルス感染症の影響による財源不足と計画地の浸水対策で設計の見直しが必要になったことが理由。
- 2021年（令和3年）:1月1日、市制施行50周年。1月14日、市制施行50周年記念式典を下田市民文化会館にて挙行。12月19日、NHK静岡放送局開局90周年ならびに市制施行50周年記念として「NHKのど自慢」を下田市民文化会館にて公開生放送。
- 2022年（令和4年）:1月14日、ともに御用邸を有する神奈川県葉山町ならびに栃木県那須町と「御用邸所在地友好都市協定」を締結。4月1日、少子化の影響に伴い、市内4校の中学校を再編。稲梓、稲生沢、下田東の３校を下田中学校へ統合。これにより市内の中学校は下田中学校1校のみとなった。4月1日、伊豆太陽農協が県東部地域の各農協と統合し富士伊豆農業協同組合（JAふじ伊豆）として発足。7月から8月の海水浴場開設期間中、白浜大浜海水浴場において、反社会的勢力の資金源のひとつとされる違法営業の貸パラソル業者等の締め出しを目的に、格闘技興行・アイドルの野外イベント・渋谷のハロウィンなどで実績のある都内の警備会社と契約し警備員を現地に投入。
- 2023年（令和5年）:3月、この時点で市内唯一の幼稚園であった下田幼稚園が、市立下田認定こども園への統合により閉園。7月25日、市役所移転事業の一環として旧・稲生沢中学校校舎を整備・改築する工事の起工式を挙行。7月28日、本市初のマンホールカードの配布を開始。
- 2024年（令和6年）:4月、旧・稲生沢中学校校舎を活用した市役所新庁舎が完成し、4月21日に記念式典を挙行、4月30日より現庁舎から一部機能を移転し業務開始。
- 2025年（令和7年）:1月27日、下田警察署が現庁舎の建て替え工事に伴い、旧・下田東中学校校舎を活用した仮庁舎に一時移転。2027年秋まで同地で業務を行う。

## 人口
| |                                        |  |
| 下田市と全国の年齢別人口分布（2005年） | 下田市の年齢・男女別人口分布（2005年） |  |
| ■紫色 ― 下田市 ■緑色 ― 日本全国 | ■青色 ― 男性 ■赤色 ― 女性              |  |
| 下田市（に相当する地域）の人口の推移 \| 1970年（昭和45年） \| 30,318人 \| \| \| 1975年（昭和50年） \| 31,700人 \| \| \| 1980年（昭和55年） \| 31,007人 \| \| \| 1985年（昭和60年） \| 30,209人 \| \| \| 1990年（平成2年） \| 30,081人 \| \| \| 1995年（平成7年） \| 29,103人 \| \| \| 2000年（平成12年） \| 27,798人 \| \| \| 2005年（平成17年） \| 26,557人 \| \| \| 2010年（平成22年） \| 25,013人 \| \| \| 2015年（平成27年） \| 22,916人 \| \| \| 2020年（令和2年） \| 20,183人 \| \| |                                        |  |
| 総務省統計局 国勢調査より |                                        |  |
| 1970年（昭和45年） | 30,318人                               |  |
| 1975年（昭和50年） | 31,700人                               |  |
| 1980年（昭和55年） | 31,007人                               |  |
| 1985年（昭和60年） | 30,209人                               |  |
| 1990年（平成2年） | 30,081人                               |  |
| 1995年（平成7年） | 29,103人                               |  |
| 2000年（平成12年） | 27,798人                               |  |
| 2005年（平成17年） | 26,557人                               |  |
| 2010年（平成22年） | 25,013人                               |  |
| 2015年（平成27年） | 22,916人                               |  |
| 2020年（令和2年） | 20,183人                               |  |

静岡県内の市でもっとも人口が少ない。市制施行直後の1971年4月1日時点で3万900人余り、多いときは1976年4月1日時点で3万2100人強に達したが、以降は減少傾向に転じ、1992年4月1日時点で3万人を割り、2023年4月1日時点で2万人を割り、現在も人口減少に歯止めがかからない状況が続いている。その間、2017年4月1日には市全域が過疎地域に指定された。

## 行政

### 現職首長
松木正一郎（2020年7月5日就任、2期目）

### 歴代首長
下田町長 - 旧六カ町村合併後の下田町の首長。
| 代 | 氏名     | 就任年月日                | 退任年月日                 | 備考 |
| -- | -------- | ------------------------- | -------------------------- | --- |
| 1  | 鈴木貞雄 | 1955年（昭和30年）4月13日 | 1962年（昭和37年）2月26日  | 元・東京農業大学講師。1923年・第1回卓球全日本選手権優勝者。帰郷後、家業の旅館経営の傍ら下田町議・静岡県議などをつとめる。旧六カ町村合併前の旧・下田町における最後の町長。2期目の途中で辞任。 |
| 2  | 外岡文雄 | 1962年（昭和37年）4月10日 | 1964年（昭和39年）6月1日   | 元・教諭。旧六カ町村合併前の旧・朝日村における最後の村長。1962年（昭和37年）4月6日に無投票にて初当選するも、1期目の途中で辞任。                                                              |
| 3  | 石井基   | 1964年（昭和39年）7月5日  | 1970年（昭和45年）12月31日 | 2期目の途中で、市制施行に伴い左記の日付にて退任。翌1971年（昭和46年）1月1日より市長として引き続き職務にあたる。                                                                              |

下田市長 - 市制施行後の首長。
| 代 | 氏名       | 就任年月日               | 退任年月日               | 備考 |
| -- | ---------- | ------------------------ | ------------------------ | --- |
| 1  | 石井基     | 1971年（昭和46年）1月1日 | 1976年（昭和51年）7月4日 | 町長時代と合わせて連続3期を務めたのち、任期満了で退任する。 |
| 2  | 青木義男   | 1976年（昭和51年）7月5日 | 1984年（昭和59年）7月4日 | 下田市消防団長、下田市議会議員を経て、1976年（昭和51年）6月27日初当選。2期を務める。 |
| 3  | 池谷淳     | 1984年（昭和59年）7月5日 | 2000年（平成12年）7月4日 | 下田市議会議員を経て、1984年（昭和59年）7月1日初当選。歴代の市長としてはもっとも長い4期を務める。 |
| 4  | 石井直樹   | 2000年（平成12年）7月5日 | 2012年（平成24年）7月4日 | 2000年（平成12年）6月25日初当選。3期を務める。地元出身。2期目・3期目は無投票当選。 |
| 5  | 楠山俊介   | 2012年（平成24年）7月5日 | 2016年（平成28年）7月4日 | 歯科医の傍らNPO法人で町おこしに尽力。2012年（平成24年）6月24日無投票当選。1期を務める。地元出身。無所属。その後、2023年（令和5年）4月23日執行の下田市議会議員選挙に立候補し、当選。                                                                         |
| 6  | 福井祐輔   | 2016年（平成28年）7月5日 | 2020年（令和2年）7月4日  | 元自衛官、防衛大学校教授などを歴任。2016年（平成28年）6月12日当選。先々代の市長・石井直樹が初当選した2000年（平成12年）6月25日以来16年ぶりの選挙戦となり、対抗馬として立候補した当時の現職・楠山俊介を破った。1期を務める。現・土佐清水市域の出身。無所属。 |
| 7  | 松木正一郎 | 2020年（令和2年）7月5日  |                          | 地元出身。建設会社勤務を経て静岡県職員。2020年（令和2年）6月21日、当時の現職・福井祐輔を大差で破り初当選。2024年（令和6年）6月23日、三つ巴の選挙戦を制し再選を果たす。                                                                                      |

### 市庁舎

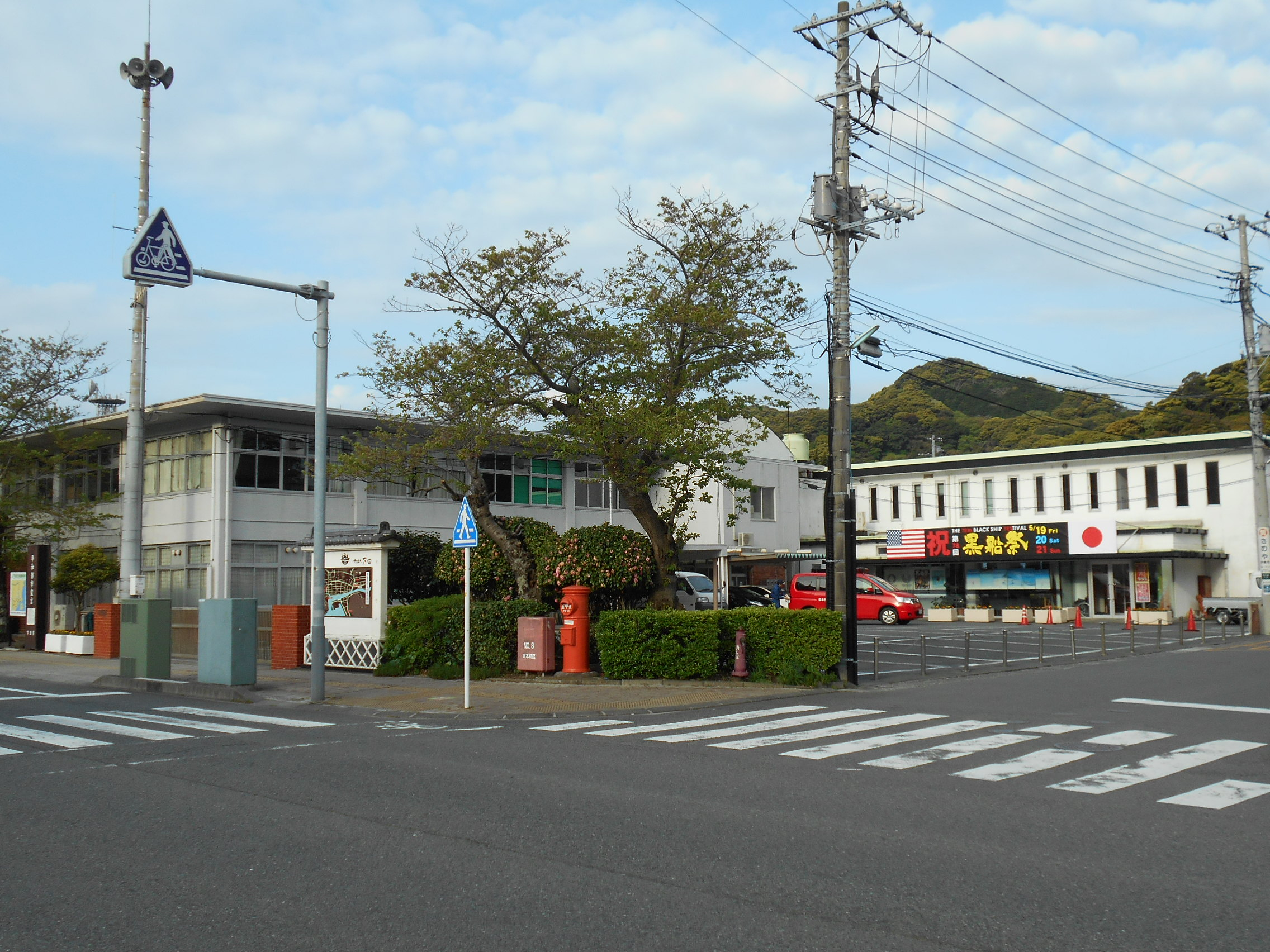
下田市役所東本郷庁舎（旧本庁舎）

1957年（昭和32年）に建造した当時の下田町役場庁舎を市制施行後も引き続き市庁舎として使用していたが、2009年（平成21年）頃から庁舎建て替えの検討が始められ、その後2011年（平成23年）に発生した東日本大震災をきっかけに庁舎の所在地一帯(静岡県下田市東本郷一丁目)が津波浸水想定区域内にあることがクローズアップされたため、市役所自体を安全な箇所へ移転するよう方針転換を余儀なくされた。その後、移転先は紆余曲折をたどった末、2017年（平成29年）に河内にある稲生沢中学校の近傍への移転が決定したが、近くを流れる稲生沢川が洪水を起こした際に最大2.2m浸水するとの想定が出された他、2020年（令和2年）には新型コロナ対策による財源不足と前述の浸水対策への対応等により市役所移転計画が延期とされた。2021年（令和3年）、翌年春に閉校を控えていた稲生沢中学校の校舎（鉄筋コンクリート4階建て）の耐震診断を行った結果、建物の健全性が確認されたため、校舎をリノベーションする方針を打ち出し、2023年（令和5年）7月より整備・改修工事に着手、2024年（令和6年）4月30日より市役所新庁舎（河内庁舎）として業務を開始した。一方、旧本庁舎（東本郷庁舎）には引き続き市民保健課など一部の課が残って業務を行っているが、河内庁舎敷地内に建設中の新築棟（鉄筋コンクリート2階建て）が完成する2026年をもって旧本庁舎を引き払い、すべての機能が完全移転することになっている。なお、完全移転後の旧本庁舎の取り扱いについては、今後、外部の有識者らを委員とする検討委員会を設け、利活用の方向を探るとしている。

### 省庁・国の機関
- 国税庁 名古屋国税局 下田税務署（六丁目）
- 厚生労働省 下田公共職業安定所＜ハローワーク下田＞（四丁目）
- 静岡地方裁判所 下田支部・静岡家庭裁判所 下田支部・下田簡易裁判所（四丁目）
- 静岡地方検察庁 下田支部・下田区検察庁（四丁目）
- 下田運輸総合庁舎（三丁目）
  - 海上保安庁 第三管区海上保安本部 下田海上保安部
  - 国土交通省 中部運輸局 静岡運輸支局 下田海事事務所
- 国土交通省 中部地方整備局 下田港事務所（三丁目）
- 下田地方合同庁舎（西本郷）
  - 環境省 富士箱根伊豆国立公園管理事務所 下田管理官事務所
  - 厚生労働省 三島労働基準監督署 下田駐在事務所
  - 法務省 静岡地方法務局 下田支局
  - 名古屋税関 清水税関支署 下田監視署

### 県の機関
- 静岡県警察 下田警察署（東中）
- 賀茂危機管理庁舎（敷根）
  - 賀茂地域局[14]
- 下田総合庁舎[15]（中）
  - 下田財務事務所
  - 賀茂保健所
  - 賀茂児童相談所
  - 下田土木事務所
  - 賀茂農林事務所

### 主な公共施設
- 下田市民文化会館（四丁目）[16]
- 下田市総合福祉会館（四丁目）[17]
- 敷根公園（敷根）[18]
- 下田市民スポーツセンター＜サンワーク下田＞（敷根）[19]
- 下田市立中央公民館（四丁目）[20]
- 下田市立図書館（四丁目）

### 地区
- 稲梓（いなずさ）地区 - 旧稲梓村
  - 須原（すはら） - 旧須原村（旧茅原野村・旧北野沢村・旧本須郷村・旧新須郷村）
  - 宇土金（うどがね） - 旧宇土金村
  - 箕作（みつくり） - 旧箕作村
  - 荒増（あらぞう） - 旧荒増村
  - 堀之内（ほりのうち） - 旧堀之内村
  - 落合（おちあい） - 旧落合村
  - 北湯ケ野（きたゆがの） - 旧北湯ヶ野村
  - 椎原（しいばら） - 旧椎原村
  - 相玉（あいたま） - 旧相玉村
  - 横川（よこかわ） - 旧横川村
  - 加増野（かぞうの） - 旧加増野村

- 稲生沢（いのうざわ）地区 - 旧稲生沢村
  - 河内（こうち） - 旧河内村
  - 立野（たちの） - 旧立野村
  - 蓮台寺（れんだいじ） - 旧蓮台寺村
  - 大沢（おおさわ） - 旧大沢村（旧下大沢村・旧上大沢村）
  - 本郷（ほんごう） - 旧本郷村
    - 高馬（たこうま）
    - 西本郷（にしほんごう）
    - 東本郷（ひがしほんごう）

  - 敷根（しきね）
  - 中（なか） - 旧中村
    - 西中（にしなか）
    - 東中（ひがしなか）
- 白浜（しらはま）地区
  - 白浜（しらはま） - 旧白浜村
- 浜崎（はまざき）地区 - 旧浜崎村
  - 柿崎（かきさき） - 旧柿崎村
  - 須崎（すざき） - 旧須崎村
- 旧下田地区 - 旧下田町
  - 一丁目 - 六丁目
  - 旧岡方村（きゅうおかがたむら） - 旧岡方村
    - 武ガ浜（たけがはま）-旧下田町、旧柿崎村
    - 外ケ岡（そとがおか）-旧６か町村合併後、埋立で生じた土地
- 朝日（あさひ）地区 - 旧朝日村
  - 大賀茂（おおがも） - 旧上大賀茂村、旧下大賀茂村
  - 吉佐美（きさみ） - 旧吉佐美村
  - 田牛（とうじ） - 旧田牛村

## 姉妹都市
- 沼田市（群馬県）
  - 毎年8月に開催される「沼田まつり」の名物・迦葉山弥勒寺の日本一を誇る大天狗面と、蓮台寺温泉に伝わる天狗伝説との間に縁があり、弥勒寺の大天狗面が下田温泉の祭りに参加したことを機に市民同士の相互交流が生まれ、姉妹都市提携に発展した。1966年（昭和41年）5月7日提携。
- 萩市（山口県）
  - 1854年、長州藩（現:萩市）出身の吉田松陰がアメリカへの密航を企てて下田に入港中の米艦隊に接近、応対に出た乗組員に乗船させてほしいと懇請したものの拒絶された下田踏海事件などの歴史的な縁による。1975年（昭和55年）10月28日提携。
- ニューポート市（アメリカ合衆国ロードアイランド州）
  - 幕末に下田に来航したペリーの出身地。1958年（昭和33年）5月17日、第19回黒船祭における式典の席上で、姉妹都市提携成立を宣言。

## フラワー都市交流
1983年（昭和58年）4月、富山県砺波市の呼びかけで花をテーマとしたまちづくりを進める自治体が結集し「フラワー都市交流連絡協議会」が発足。下田市は砺波市・山形県長井市・鹿児島県和泊町とともに発足当初から参加しており、2025年（令和7年）現在、下記の9都市が加盟。各都市間の交流を通じて、観光など各種産業や経済の振興、教育文化の振興など魅力ある地域づくりを図ることを目的とし、これまでに交流訪問事業や各都市間の花苗等の交換、交流物産展、東日本大震災被災地へのシンボル花の提供などの活動を行っている。また、加盟自治体持ち回りで毎年総会を開催しており、下田市では2009年（平成21年）6月20～22日、2018年（平成30年）6月17・18日に総会が開催された。
- 中富良野町（北海道）：町のシンボル花 - ラベンダー

- 長井市（山形県）：市のシンボル花 - アヤメ

- 砺波市（富山県）：市のシンボル花 - チューリップ

- 下田市（静岡県）：市のシンボル花 - スイセン
- 大野町（岐阜県）：町のシンボル花 - バラ

- 宝塚市（兵庫県）：市のシンボル花 - スミレ

- 萩市（山口県）：市のシンボル花 - ツバキ

- 久留米市（福岡県）：市のシンボル花 - ツツジ

- 和泊町（鹿児島県）：町のシンボル花 - エラブユリ

## 友好都市
御用邸の所在地という共通点が縁で、神奈川県葉山町ならびに栃木県那須町と友好都市協定を結んでいる。当初、葉山町議会議員有志からの「御用邸がある町として友好関係を築きたい」という提案がきっかけで2012年（平成24年）から葉山町と那須町との間で交流が始まり、2021年（令和3年）5月8日に両町との間で友好都市協定を締結。その後、下田市からも申し出があり、翌2022年（令和4年）1月14日に1市2町による「御用邸所在地友好都市協定」を締結した。

## 産業
海水浴、温泉と自然、海産物が魅力となっている観光業関連がほとんどで、金目鯛に代表される水産業も盛ん。農業は、柑橘類以外は自家用野菜が多い。工業は、下田船渠解散後、零細な食品製造業が大半である。商業は、大規模小売店舗法廃止に代表される各種の規制緩和、道路網の改善や通信販売の発達により、地盤沈下が著しい。
- 下田市観光協会
- 伊豆白浜観光協会
- 下田商工会議所
- 下田市漁業協同組合
- 富士伊豆農業協同組合伊豆太陽地区本部（旧：伊豆太陽農業協同組合）

### 漁業
- 下田港
- 白浜漁港
- 外浦漁港
- 須崎漁港
- 吉佐美漁港
- 田牛漁港

### 海水浴場
- 白浜中央海水浴場
- 白浜大浜海水浴場
- 外浦海水浴場
- 九十浜海水浴場
- 鍋田浜海水浴場
- 多々戸浜海水浴場
- 入田浜海水浴場
- 吉佐美大浜海水浴場
- 田牛海水浴場

## 学校

### 大学の付属機関
- 筑波大学下田臨海実験センター
- 日本大学生物資源科学部下田臨海実験所

### 専門学校
- 湘南医療大学附属下田看護専門学校

### 高等学校
- 静岡県立下田高等学校

### 中学校
- 下田市立下田中学校

### 小学校
- 下田市立下田小学校
- 下田市立朝日小学校
- 下田市立稲梓小学校
- 下田市立稲生沢小学校
- 下田市立大賀茂小学校
- 下田市立白浜小学校
- 下田市立浜崎小学校
- 静岡県立東部特別支援学校伊豆下田分校 小学部・中学部

## 交通

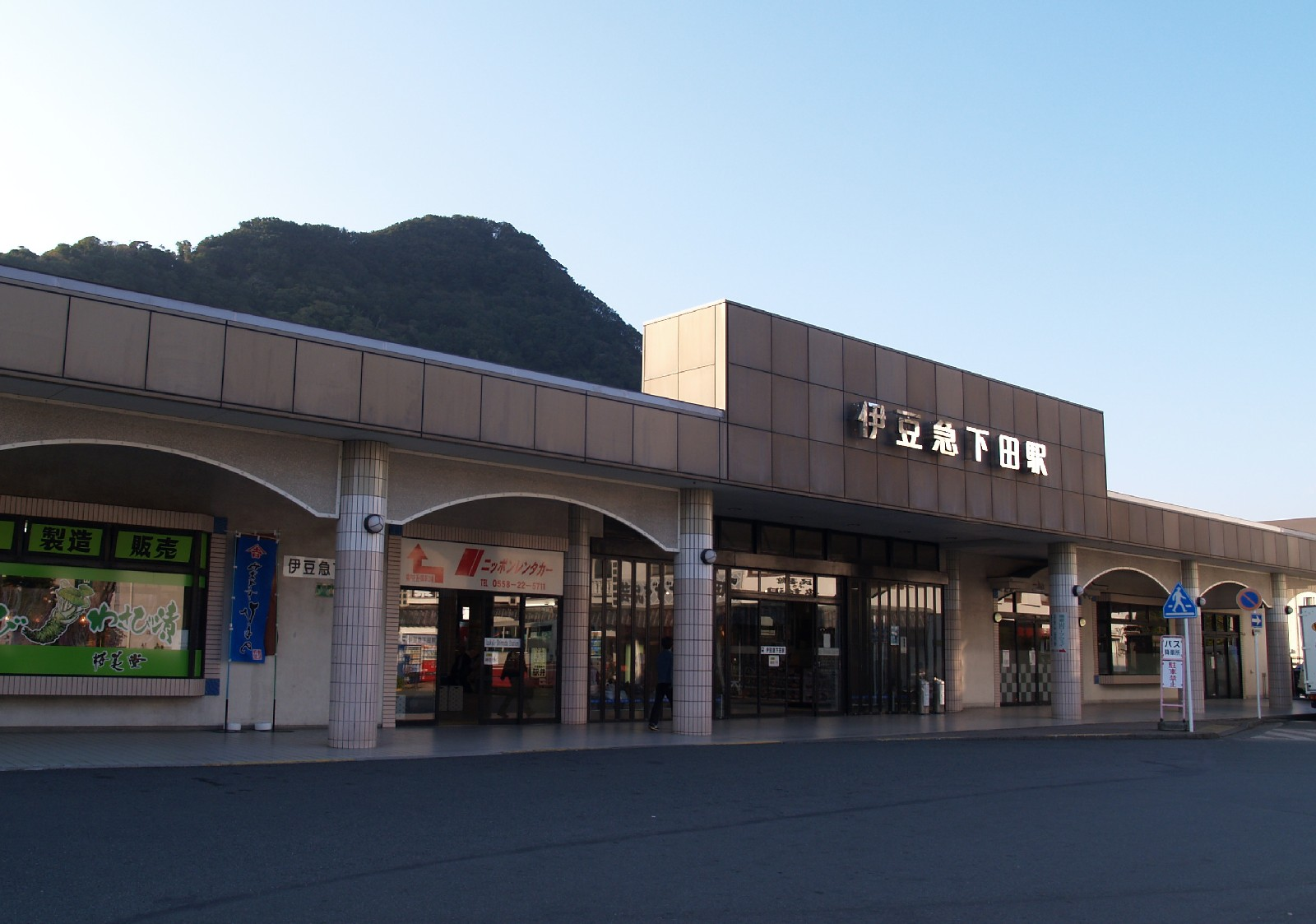
伊豆急下田駅

### 鉄道
伊豆急行
 伊豆急行線
- - 稲梓駅 - 蓮台寺駅 - 伊豆急下田駅

下田ロープウェイ
- 新下田駅 - 寝姿山駅

### 路線バス
- 東海バス
  - 東海バス下田営業所
- 下田市自主運行バス（運行委託先：東海バス）
- 下田市コミュニティバス（運行委託先：伊豆バス）
- 南伊豆町自主運行バス（運行委託先：東海バス）

### 道路
市内の中島橋交差点は、国道135号（ - 終点・小田原市）、国道136号（ - 終点・三島市）、国道414号（ - 終点・沼津市）が集まる3国道の起点となっている。
高速道路
- 伊豆縦貫自動車道（河津下田道路）

須原IC（予定）、下田北IC（予定）、蓮台寺IC（予定）、敷根IC（予定）、下田IC（予定）
国道
- 国道135号
- 国道136号
- 国道414号

県道
- 静岡県道15号下田松崎線
- 静岡県道116号須崎柿崎線
- 静岡県道117号下田港線
- 静岡県道118号蓮台寺本郷線
- 静岡県道119号下田南伊豆線
- 静岡県道404号河津下田線

### 港湾・航路
- 下田港
  - 神新汽船：神津島、式根島、新島、利島へのフェリー

## 名所・旧跡・観光施設など

### 神社
- 白浜神社（伊古奈比咩命神社） - 市内白浜。伊豆最古の神社。県指定文化財。
- 八幡神社（下田八幡神社） - 市内一丁目。下田市街地の中心的な神社。毎年8月14日と同15日の2日間にかけて開催される例大祭は「太鼓祭り」の通称で、下田の夏の風物詩として親しまれている。
- 八幡神社（吉佐美八幡神社） - 国指定天然記念物「八幡神社のイスノキ」。

その他
- 波夜多麻和気命神社 - 相玉地区の式内社・旧村社。
- 高根白山神社 - 落合地区の旧村社。毎年2月11日に奉納される神事「鬼射（おびしゃ）」は下田市指定無形民俗文化財。
- 天神神社 - 蓮台寺地区。大日如来像（重文）、日本一の雛壇飾り。
- 走湯神社 - 大賀茂地区の式内社・旧村社。
- 浅間神社 - 下田富士（本郷富士）山上、式内社論社。
- 波布比咩命神社 - 伊豆急下田駅至近、伊豆大島・波布比咩命神社の遥拝所。
- 三島神社（柿崎神社） - 柿崎地区の式内社。
- 両神社 - 須崎地区の式内社。

### 寺院
- 玉泉寺 - 市内柿崎。日本最初の米国領事館が設けられた。国の史跡。
- 宝福寺 - 市内一丁目。唐人お吉の菩提寺。
- 了仙寺 - 市内三丁目。下田条約締結の地。5月になると境内に植栽しているアメリカジャスミン（ニオイバンマツリ）が見頃を迎え、境内は紫色の花と香りに包まれる。国の史跡。
- 長楽寺[30] - 市内三丁目。日露和親条約が調印された寺。宝物館あり。

### 開国関連
- ペリーロード[31] - 市内三丁目。平滑川河口から了仙寺に至る川沿いの道。下田条約締結のために稲生沢川河口付近に上陸したペリー艦隊一行が、この道を行進して了仙寺へ向かったとされる。かつては花柳街だった。なまこ壁や伊豆石造りの民家などがあり、風情あるたたずまいを見せる。
- ハリスの小径[32] - 下田湾の柿崎にある遊歩道。特攻艇震洋の格納壕跡がある。
- 下田開国博物館 - 市内四丁目。開国や下田の民俗を物語る品々を展示。
- 黒船ミュージアム「Mobs」（モッブス） - 市内三丁目、了仙寺の敷地内。2016年1月1日、了仙寺にて所蔵する開国に関する資料を展示・公開する施設として開館した。
- 吉田松陰寓寄処[33][34] - 市内蓮台寺。下田湾内に停泊する黒船に便乗してアメリカへ密航しようと企てた吉田松陰が、下田港へ向かう途上で数日間滞在した邸宅。かねてより患っていた皮膚病の湯治のために立ち寄った蓮台寺温泉で懇意となった地元の医師の邸宅であり、滞在当時そのままの姿を今に伝えている。県指定文化財。
- 安直楼[35] - 市内三丁目。「唐人お吉」こと斎藤きちが晩年に営んでいた小料理屋跡。きち自身も飲みながら接客していたため、酔った勢いで客と喧嘩することがたびたびあり、悪評が広まって店自体は数年で廃業。その後、建物は別人の手に渡り、所有者が寿司店を開業。下田でも老舗の部類に入る寿司店として100年余り営業してきたが1999年10月1日にて閉店。現在は前述の寿司店経営者の親族が管理しているが、普段は県外に在住しており現地には不在のため、屋内は原則非公開。ただし、きちの命日である3月27日や5月中旬の「黒船祭」などにあわせて年に数回、不定期ではあるが、屋内に風を通す目的で開放され、その際に見学もできる。市指定文化財。

### 温泉
- 下田温泉
  - 観音温泉（横川）
  - 相玉温泉
  - 河内温泉
  - 蓮台寺温泉
  - 白浜温泉
- 吉佐美温泉

#### 主な日帰り温泉
- 観音プリンシプル（観音温泉）
- 昭吉の湯
- 千人風呂 金谷旅館（河内温泉）
- クアハウス石橋旅館（蓮台寺温泉）
- 下田プリンスホテル（白浜温泉）
- 下田ベイクロシオ
- 黒船ホテル
- 昭和湯 - 市内三丁目。賀茂地区唯一の銭湯。湯は引湯している。
- 下田大和館（吉佐美温泉）
- リブマックスリゾート伊豆下田（吉佐美温泉）

### 海水浴場
- 白浜 (しらはま) 海岸
  - 白浜中央海水浴場
  - 白浜大浜海水浴場
- 外浦 (そとうら) 海水浴場
- 九十浜 (くじゅっぱま) 海水浴場
- 爪木崎 (つめきざき) 海水浴場（いけんだ (池之段) 浜）
- 鍋田浜 (なべたはま) 海水浴場
- 吉佐美 (きさみ) 海岸
  - 多々戸浜 (たたどはま) 海水浴場
  - 入田浜 (いりたはま) 海水浴場
  - 舞磯浜 (まいそはま) 海水浴場
  - 吉佐美大浜海水浴場
- 田牛 (とうじ) 海水浴場

### マリンスポーツ
サーフィン
白浜（大浜）、多々戸浜、入田浜、吉佐美大浜が主要なサーフポイントになっている。
スキューバダイビング
- 須崎ダイビングセンター

### 須崎半島方面
- 須崎御用邸
- 爪木崎（爪木崎公園） - 須崎半島にある美しい岬。1月に水仙まつりが開かれる。

### 寝姿山周辺
- 下田ロープウェイ
- 寝姿山自然公園

### 下田港周辺

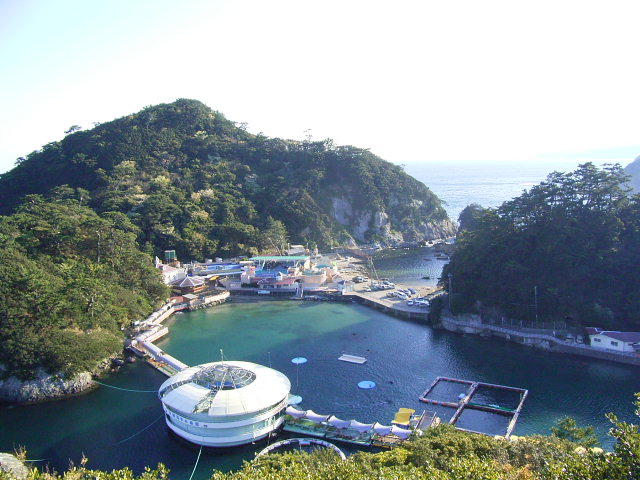
下田海中水族館

- まどが浜海遊公園
- 遊覧船 黒船サスケハナ - 伊豆クルーズ (加森観光グループ) 下田港内めぐり。
- 道の駅開国下田みなと（ベイ・ステージ下田） - 下田の名産や歴史などの魅力が分かる情報館。
- 下田公園[36] - 戦国時代に下田城があった場所。日本屈指のアジサイの名所。もともとアジサイが自生していたが、1967年（昭和42年）からセイヨウアジサイの植栽を進めて本数を増やすとともに遊歩道も整備された。毎年6月に開催される「あじさい祭」の会場。県指定文化財。
  - 下田城址 - 後北条氏家臣、清水康英が城主。昭和48年6月12日、下田市指定文化財に指定。
- 下田海中水族館 - 世界初の水中に浮かぶ水族館。イルカやアシカのショーも行われる。
- 神子元島灯台 - 1870年（明治3年）竣工。下田港9km沖合いの神子元島にある、現存する日本最古の洋式灯台。国の史跡。

### 田牛方面
- 田牛サンドスキー場
- 龍宮窟

### 美術館
- 上原美術館 - 大正製薬名誉会長の上原正吉と、その妻で下田出身の上原小枝より、それぞれ寄付を受けた仏教美術品と、正吉の次男で同じく大正製薬名誉会長の上原昭二より寄付を受けた近代美術品を、所蔵・展示する私設美術館。仏教美術品については、現代仏師の作になる百数十体の木彫仏像、平安時代の十一面観音立像（重要美術品）、鎌倉時代の阿弥陀如来立像、中国宋時代の菩薩立像などを常設展示。平山郁夫・村上華岳らの日本画、平安後期の中尊寺経（重要美術品）も所蔵。近代美術品については、 ルノワール、マティス、ピカソなどの手による近代西洋絵画や彫刻などを多数展示。

### その他
- 旧澤村邸[37] - 市内三丁目。ペリーロードの一角に建つ邸宅。1915年に建てられ、賀茂地区の政治・経済に多大な足跡を残した澤村久右衛門およびその養子の澤村正三が居住していた。久右衛門は下田船渠（解散）を創業し、下田信用金庫の理事長や東海自動車の取締役などをつとめた他、戦前には当時の下田町議会議員や下田町長に加え静岡県議会議員などもつとめた。久右衛門から家督を継いだ正三も下田市議会議員ならびに議長などをつとめた。下田市内の旧家によく見られる「なまこ壁」を施した母屋と伊豆石を用いた蔵が、いずれも良好な状態で保存されている。1985年に下田市歴史的建造物の指定を受けた後、2008年に澤村家から下田市へ寄贈。2010年から2011年にかけて耐震改修ならびにリノベーションを実施し、2012年より観光交流拠点として使用されている。入場無料、水曜日定休日（水曜日が祝日と重なる場合は翌日が定休日）。なお、母屋2階は地元芸者衆の稽古場として使用されているため、立ち入りおよび見学は1階部分のみ。また、母屋裏手の蔵はギャラリーとして写真展などに活用されている。
- 下田城 - 隕石などを展示した美術館を併設（休業中）（※上述の下田城とはまったく無関係の娯楽施設）[38]。

## イベント
- 鬼射(おびしゃ)[39] - 2月11日　於：高根白山神社
- お吉祭り[40] - 3月27日　於：お吉ヶ淵、宝福寺
- 黒船祭 - 5月中旬(第3金～日)
- あじさい祭 [41]- 6月　於：下田公園
- JIBT(Japan International Billfish Tournament)国際カジキ釣り大会 - 7月中～下旬：主催はNPO法人ジャパンゲームフィッシュ協会。1979年の第1回大会から第6回大会まで「TOKYOビルフィッシュトーナメント」の大会名で東京都・三宅島で開催されたのち、1985年・第7回より現名称に改め、下田市で開催している。
- マリンフェスタ下田[42] - 7月中～下旬：上述のJIBT国際カジキ釣り大会に合わせて開催。
- 白浜海の祭典[43] - 7月下旬
- 下田八幡神社例大祭（太鼓祭り） - 8月14日-15日
- アロハシャワー[44] - 9月上旬：2019年まで吉佐美大浜海水浴場を会場に「ビッグシャワー 海洋浴の祭典」の名称で開催されていたが、2020年以降、新型コロナウイルス感染拡大の影響により中断。2023年より、前述のビッグシャワーにおいて披露されていたフラダンスを前面に押し出すべくイベントのコンセプトをリニューアルし「アロハシャワー」の名称で復活。
- 河内諏訪神社例大祭の手筒花火[45] - 10月上旬
- さんま寿司[46]まつり - 10月-12月
- 白浜神社例大祭 - 10月28日 - 30日
- 伊豆大特産市 - 11月初旬
- 水仙まつり[47] - 12月下旬 - 1月末　於：爪木崎

## 天然記念物

### 国の天然記念物
- 伊古奈比咩命神社のアオギリ自生地
- 八幡神社のイスノキ

### 静岡県指定天然記念物
- 田牛ハマオモト自生地
- ハマボウ樹林
- シモダマイマイ

## 出身著名人等

### 出身者
- 中根東里（1694-1765）：陽明学者。
- 平井平次郎（1774-1843）：江戸時代の下田町会所書役・町年寄。20年の歳月を費やし、天保14年（1843年）に完成した「下田年中行事」87巻は、江戸時代の下田の基本史料。
- 松本雲松（1796-1873）：下田市・河津町・南伊豆町・松崎町を中心に多くの仏像・仏画・絵画作品を残した伊豆を代表する仏師・絵師。
- 篠田雲鳳（1810-1883）：江戸後期から明治初期、江戸で名をはせた女性儒学者、教育者、詩人。書も能くした奇才で、絶世の美女だったという。
- 下岡蓮杖（1823-1914）：日本商業写真の祖。
- 小川清助（1832-1880）：第一回内国勧業博覧会で褒章を受章した名石工。
- 中村岳陵（1890-1969）：日本画家。昭和37年（1962年）、下田町名誉町民。
- 森斧水（1901-1961）：雑誌編集者、政治家、郷土史家。読みは「もり　ふすい」、本名は森一（もり　はじめ）。1924年（大正13年）、郷土雑誌「黒船」を創刊。1944年（昭和19年）まで20年あまり刊行した。下田町議会議員を通算2回つとめた他、1949年（昭和24年）から1950年（昭和25年）まで下田町長。幕末の下田開港に関する資料・文献等の収集にも力を注ぎ、死後、これらのコレクションは市内の下田開国博物館に引き継がれている。
- 浦辺粂子（1902-1989）：日活映画で最初の主演女優、戦後は老婆役で人気。晩年はバラエティー番組にも頻繁に出演していた。
- 加藤虎之助（1905-1934）：医師。豆陽中学から旧制静岡高校を経て京都帝国大学医学部卒業後、現在の大阪府吹田市内に「三島無産者診療所」を開設、労働者や農民を対象とした医療活動に尽力。参考文献：「あのころひとりの医師がいた」柏木みどり・著
- 上原小枝（1909-1996）：元大正製薬名誉会長。自身の郷里・下田市宇土金に上原美術館を設立した。
- 和泉覚（1912-2005）： 創価学会理事長(第4代)、参議院議員。
- 大久保婦久子（1919-2000）：皮革工芸家。平成12年（2000年）、下田市名誉市民。
- 浦岡敬一（1930-2008）：映画編集者。小林正樹監督の「人間の條件」など、多くの映画の編集を手がけた。日本映画・テレビ編集協会初代理事長。
- 平野ますみ（1931- ）：詩人、児童文学者。著書「もんぺはすてき」。
- 稲葉國光（1934- ）：ジャズ・ベーシスト。1968-1970年、 菊地雅章＝日野皓正クインテットに参加。1979年7月、山本剛トリオでモントルー・ジャズ・フェスティバルに出演。2011年1月24日、 リーダーアルバム「BSSIN'(ベイスィン)」リリース。2020年度日本ジャズ大賞受賞[48]。
- 栗原はるみ（1947- ）：料理研究家。著書「ごちそうさまが、聞きたくて」がベストセラー。
- 嶋津武仁（1949- ）：作曲家、指揮者、福島大学名誉教授。
- 秀男（1949- ）：大相撲の元呼出。呼出の中でもっとも階級が高い「立呼出」をつとめた。
- 松本路子（1950- ）：写真家。『Portraits 女性アーティストの肖像』など、ポートレイトで著名。
- 鈴木由美子（1960- ）：漫画家。『白鳥麗子でございます!』で講談社漫画賞少女部門を受賞。
- 鈴木みそ（1963- ）：漫画家。フリーライターからデビュー。代表作に『限界集落温泉（ギリギリおんせん）』など多数。
- 御法川修（1972- ）：映画監督。映画 『世界はときどき美しい』 （第19回東京国際映画祭 公式出品）
- 鈴木將義（1976- ）：文化人。マルチメディアクリエイター・デジタルメディア評論家。元サクラゲート取締役。
- ぷろたん（1989- ）：YouTuber。ボディビルダー。タレント。実業家。

### ゆかりの人物等
- 若山牧水：1913年（大正2年）10月、灯台守をしていた大学時代の旧友を訪ねるべく、下田沖に浮かぶ神子元島へ渡り、1週間を過ごした。滞在中に詠んだ80首あまりの歌は1914年（大正3年）4月出版の歌集「秋風の歌」に「秋風の海及び燈台」として収録された[49]。
- 石原裕次郎：1961年（昭和36年）12月10日、伊豆急行線の開業式典に出席。前日の9日にはヘリコプターで伊豆急下田駅に降り立った[50]。
- なかにし礼：1963年（昭和38年）、最初の妻との新婚旅行で下田東急ホテルに宿泊中、映画「太平洋ひとりぼっち」のロケで同ホテルに宿泊していた石原裕次郎と偶然知り合う。当時、シャンソンの訳詞を生業としていたなかにしに、石原が作詞家になるよう勧め、これをきっかけに作詞活動を始めた[51][52]。
- 三島由紀夫：1964年（昭和39年）から1970年（昭和45年）まで、下田で夏を過ごした。同地滞在中は下田東急ホテルを定宿とし、ホテルから歩いて行ける距離にある地元の菓子店のマドレーヌを「日本一」と大絶賛し、こよなく愛した[53]。
- 糸居五郎：元ニッポン放送アナウンサーで「オールナイトニッポン」草創期のパーソナリティーのひとり。毎年7月に下田東急ホテルで2週間ほどの夏休みをとっていたことがあり、1960年代にはこの時にいつも同ホテルで会っていたという三島由紀夫とも親交を持っていた。
- マイケル・マンスフィールド：元・駐日米国大使（在任：1977年～1988年）。在任中、下田最大の催事「黒船祭」に通算9回出席した他、1979年6月27日のカーター大統領（当時）と地元市民とのタウンミーティング開催のきっかけをつくるなどの功績により、1988年に下田市より特別名誉市民の称号を贈られた。死去の翌年2002年に建立された顕彰碑が市内の下田公園内にある。
- 松方弘樹：上述のJIBT(Japan International Billfish Tournament)国際カジキ釣り大会にて入賞歴がある[54]。
- 有馬稲子：女優。かつて下田に在住していたことがあり、下田市民文化会館名誉館長もつとめていた。地元産の酒米で醸造した日本酒「黎明[55]」は有馬の命名によるもの。
- 桑田佳祐：市内の入田浜でシングル「波乗りジョニー」のミュージックビデオを撮影した。また、シングル「ヨシ子さん」の歌詞に出てくる「上鴨そば」というフレーズは、市内にある桑田の行きつけのそば屋のメニューに由来する。
- Not yet：大島優子・北原里英・指原莉乃・横山由依によるAKB48内の派生ユニット。市内のプライベートビーチでシングル「波乗りかき氷」のミュージックビデオを撮影した。
- 山田和樹：指揮者。1999年（平成11年）、下田市民文化会館での新日本フィルハーモニー交響楽団によるベートーヴェン「第9」演奏会に副指揮者として随行したことから下田との関わりが始まる。2006年（平成18年）、下田市民文化会館事業アドバイザー。2014年（平成26年）、下田市民文化会館名誉館長に就任[56]。
- 岡崎大五：作家。バックパッカー向けの旅行雑誌「旅行人」執筆陣のひとり。2003年（平成15年）、下田に移住。2010年（平成22年）、下田市観光大使。同年、車で沖縄県を除く46都道府県を周って下田のPR活動を行う「下田キャラバン」を敢行。2023年（令和5年）より下田市議会議員。
- 加山雄三：2008年（平成20年）4月、旧・県立下田北高校と旧・県立下田南高校を統合して県立下田高校が開校した際、ペンネームの「弾厚作」名義で校歌を作詞・作曲した。
- アントニオ猪木：市内横川の「観音温泉」にたびたび宿泊した[57][58]。
- 秋山翔吾：プロ野球選手。2017年（平成29年）より下田市で冬の自主トレーニングに励んでおり[59]、市内で少年野球教室を開催[60][61][62][63]するなど地元市民との交流にも積極的に取り組んでいる。2024年（令和6年）12月28日、自身の出身地で下田市と同じく黒船来航地という共通点のある横須賀市で、同市と下田市の小学生による野球の親睦交流試合「秋山翔吾Special Match KUROFUNE CUP」を開催[59]（次回以降は両市で交互に開催予定[64]）。2025年（令和7年）1月13日、下田市より「下田応援大使」に任命された[65]。

## 下田を舞台にした作品

### 文学・記録・漫画
- ロバート・ルイス・スティーヴンソン：ヨシダ・トラジロウ
- マシュー・ペリー：日本遠征記
- タウンゼント・ハリス：日本滞在記
- ヘンリー・ヒュースケン：日本日記
- 川路聖謨：下田日記
- 幸田露伴：いさなとり
- 蒲原有明：豆南豆北
- 島崎藤村：伊豆の旅
- 梶井基次郎：冬の蠅
- 川端康成：伊豆の踊子、有難う
- 中島敦：下田の女
- 十一谷義三郎：唐人お吉、時の敗者唐人お吉
- 真山青果：唐人お吉、唐人お吉と攘夷群
- 山本有三：女人哀詞
- 林芙美子：下田港まで
- 井上友一郎：唐人お吉
- ベルトルト・ブレヒト：下田のユーディット
- 松本清張：天城越え
- 放送ジャーナル社：こちら下田CATV‐情報コミューンの誕生
- 中山あい子：紅椿無惨
- 三島由紀夫：月澹荘綺譚
- 大南勝彦：ペテルブルグからの黒船
- ニコライ・ザドルノフ：北から来た黒船
- オリヴァー・スタットラー：下田物語
- 吉村昭：落日の宴-勘定奉行川路聖謨
- 高橋治：片意地へんくつ一本気-下田うなぎ屋風流噺
- 草野唯雄：南伊豆殺人行
- 島田一男：下田子守り唄殺人
- 西村京太郎：下田情死行、南伊豆殺人事件、南伊豆高原殺人事件、十津川警部捜査行〔５〕伊豆箱根事件簿
- 藤堂志津子：海の時計
- 津村秀介：伊豆の朝凪
- 安部龍太郎：お吉写真帖
- まつもと泉：幕末綿羊娘情史(ばくまつらしゃめんじょうし)[66]
- 宮城賢秀:伊豆惨殺剣
- 井伏鱒二：下田行[67]
- 岡崎大五：伊豆下田料理飲食店組合事件簿[68]
- 横山郁代[69]：三島由紀夫の来た夏

### 映画
- 海に叫ぶ女：1928年、松竹。監督 - 清水宏 出演 - 水島亮太郎、藤野秀夫、柳さく子
- 唐人お吉：1930年、日活。監督 - 溝口健二 出演-梅村蓉子、山本嘉一、島耕二
- 雪の渡り鳥：1931年、阪東妻三郎プロダクション。監督 - 宮田十三一 出演 - 阪東妻三郎、岡田喜久也、堀川浪之助
- 恋の花咲く 伊豆の踊子：1933年、松竹。監督 - 五所平之助 出演 - 田中絹代、大日方傅、小林十九二
- 唐人お吉 ：1935年、新興キネマ。監督 - 冬島泰三 出演 - 水谷八重子、沢村田之助、早川雪州
- 有りがたうさん ：1935年、松竹キネマ。監督 - 清水宏 出演 - 上原謙、桑野通子
- 下田夜曲：1936年、松竹。監督 - 宗本英男 出演 - 佐分利信、八雲恵美子、水島光代
- 青い山脈：1949年、東宝。監督 - 今井正 出演 - 原節子、池部良、杉葉子
- 若い人：1952年、東宝。監督 - 市川崑 出演 - 池部良、久慈あさみ、島崎雪子、杉村春子、二本柳寛
- 坊ちゃん社員：1954年、東宝。監督 - 山本嘉次郎 出演 - 小林桂樹、藤間紫、伊豆肇、河内桃子
- 唐人お吉：1954年、京映プロ。監督 - 若杉光夫 出演 - 山田五十鈴、薄田研二、下元勉
- 伊豆の踊子：1954年、松竹。監督 - 野村芳太郎 出演 - 石濱朗、美空ひばり、片山明彦
- 雪の渡り鳥：1957年、大映。監督 - 加戸敏 出演 - 長谷川一夫、山本富士子、黒川弥太郎
- 黒船：1958年、20世紀フォックス。監督 - ジョン・ヒューストン 出演 - ジョン・ウェイン、安藤永子
- 伊豆の踊子：1960年、松竹。監督 - 川頭義郎 出演 - 津川雅彦、鰐淵晴子、田浦正巳
- 伊豆の踊子：1963年、日活。監督 - 西河克己 出演 - 高橋英樹、吉永小百合、大坂志郎
- 伊豆の踊子：1967年、東宝。監督 - 恩地日出夫 出演 - 黒沢年雄、内藤洋子、江原達怡
- 青春の海：1967年、日活。監督 - 西村昭五郎 出演 - 吉永小百合、渡哲也、和泉雅子
- たぬき坊主：1970年。監督 - 渡辺祐介 出演 - フランキー堺、市原悦子、伴淳三郎、中村玉緒、ロケ地 - 太梅寺（下田市横川）
- 野良猫ロック　ワイルドジャンボ：1970年。監督 - 藤田敏八 出演 - 梶芽衣子、范文雀、地井武男、藤竜也、夏夕介
- 伊豆の踊子：1974年、東宝。監督 - 西河克己 出演 - 三浦友和、山口百恵、中山仁
- 男はつらいよ 柴又より愛をこめて：1985年、松竹。監督 - 山田洋次 出演 - 渥美清、栗原小巻、美保純
- バーバー吉野：2003年、PFFパートナーズ。監督 - 荻上直子 出演 - もたいまさこ

### テレビドラマ
- 必殺仕事人ワイド 大老殺し 下田港の殺し技珍プレー好プレー：1987年、朝日放送

### 音楽
- 民謡「下田ぶし」：江戸時代
- 歌謡曲「唐人お吉の唄（黒船篇）」：1930年佐藤千夜子（唄）、西條八十（詞）、中山晋平（曲）
- 歌謡曲「唐人お吉小唄（明烏篇）」：1930年 藤本二三吉（唄）、西條八十（詞）、佐藤紅華（曲）
- 歌謡曲「下田小唄」：1930年 毛利幸尚（唄）、松村又一（詞）、高田守久（曲）
- 歌謡曲「下田しぐれ」：1935年 東海林太郎（唄）、藤田まさと（詞）、森義八郎（曲）
- 歌謡曲「下田夜曲」：1936年 音丸（唄）、高橋掬太郎（詞）、竹岡信幸（曲）
- 歌謡曲「下田のお吉」：1938年 小唄勝太郎（唄）、佐伯孝夫（詞）、清元梅吉（曲）
- 歌劇「黒船」：1940年 山田耕筰（作曲）
- 歌謡曲「下田の雨」：1951年 林伊佐緒（唄）、若杉雄三郎（詞）、林伊佐緒（曲）
- 歌謡曲「下田夜雨」：1951年 市三（唄）、藤田まさと（詞）、阿部武雄（曲）
- 歌謡曲「下田夜船」：1952年 野崎整子（唄）、坂口淳（詞）、加藤光男（曲）
- 歌謡曲「下田の雨」：1953年 永田とよ子（唄）、英玲二（詞）、上原げんと（曲）
- 歌謡曲「下田エレジー」：1953年 三岐麗子（唄）、高橋掬太郎（詞）、細川潤一（曲）
- 歌謡曲「下田の千鳥」：1956年 島倉千代子（唄）、奥野椰子夫（詞）、平川英夫（曲）
- 歌謡曲「下田港に雨が降る」：1957年 藤島桓夫（唄）、松井由利夫（詞）、島田逸平（曲）
- 歌謡曲「下田物語」：1958年 島倉千代子（唄）、石本美由紀（詞）、竹岡信幸（曲）
- 演歌「お吉物語」：1960年 天津羽衣（唄）、藤田まさと（詞）、陸奥明（曲）
- 歌謡曲「花散る下田」：1960年 島倉千代子（唄）
- 歌謡曲「下田港の弥太郎さん」：1961年 こまどり姉妹（唄）、石本美由紀（詞）、上原げんと（曲）
- 歌謡曲「船頭可愛や」、「下田夜曲」：1961年 花村菊江（唄）
- 歌謡曲「下田ブルース」：和田弘とマヒナ・スターズ、神楽坂とき子（唄）
- 歌謡曲「下田ブルース」：1973年 湯原昌幸（唄）
- 歌謡曲「唐人物語」：1998年 サザンオールスターズ（唄）、桑田佳祐（詞・曲）、サザンオールスターズ（編曲）
- 演歌「風恋歌」：2008年 香西かおり（唄）、里村龍一（詞）、叶弦大（曲）
- 演歌「下田慕情」：2014年 竹川美子（唄）、我妻ゆき子（詞）、河合秀郎（曲）

### アニメ
- 幕末のスパシーボ（1997年、NHKエンタープライズ21製作・マジックバス制作） - 幕末の日露交渉と日本人・ロシア人の友好を描いたアニメーション映画。市が製作協力を行った。
- 夏色キセキ（2012年、MBS製作・サンライズ制作、TBS・SBSほかで放送） - 下田市を舞台に女子中学生4人の日常を描いたテレビアニメ。本作には市内各地の名所や伝統行事が登場することから、同市の観光協会や商工会議所により市内限定グッズの製作・発売やスタンプラリーなどのイベントが開催された他、伊豆急行では期間限定でラッピングトレインを運行したり[70]、伊豆急下田駅前から寝姿山中腹までを結んで運行する下田ロープウェイでも同じく期間限定でメインキャラクターの声を担当した声優によるアナウンスをゴンドラ内で流すなど、制作側と地元企業の連携による企画も実施された。